# In a Garden
Pour plus de détails, voir Fiche technique et Distribution.
In a Garden est un film américain dont le réalisateur est inconnu, sorti en 1912.

## Synopsis
Un jardinier est témoin des histoires d'amour, depuis l'enfance, entre miss May et Jack.

## Fiche technique
- Titre original : In a Garden
- Titre français :
- Réalisateur : inconnu
- Société de production : Thanhouser Film Corporation
- Pays de production :  États-Unis
- Langue : Anglais
- Format : Noir et blanc - Muet
- Genre : Film dramatique
- Durée : 15 minutes
- Date de sortie : 
  - États-Unis : 25 octobre 1912

## Distribution
- Riley Chamberlin (en) : le jardinier et narrateur
- Marie Eline : miss May, enfant
- Leland Benham : Jack, amour d'enfance de miss May
- Marguerite Snow : miss May, adulte
- James Cruze : Jack, adulte
- Harry Benham : le rival, cause de la querelle